# John Brady
John Green Brady, né le 25 mai 1847 et mort le 17 décembre 1918, est un homme politique républicain américain. Il est gouverneur du district de l'Alaska entre 1897 et 1906.

## Sources
- (en) Cet article est partiellement ou en totalité issu de l’article de Wikipédia en anglais intitulé « John Green Brady » (voir la liste des auteurs).